# Sinnevärld
Sinnevärld betecknar den värld som vi lever i och som kan uppfattas av sinnena. Ordet kan även syfta bildligt på något som är otänkbart.

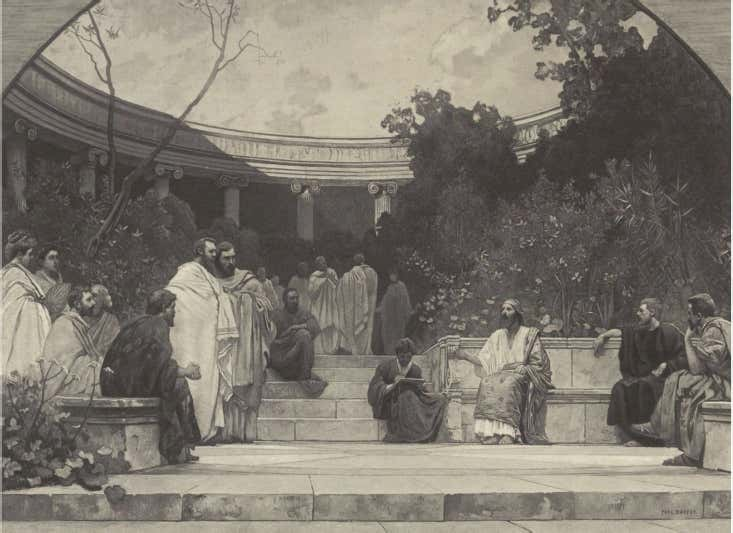
Målningen L’école de Platon (1904) av Paul Buffet.

Platon skilde på det han kallade för sinnevärld och idévärld. Han menade att föremålen i sinnevärlden är i ständig förändring och består endast skenbart och vid en ytlig betraktelse. Vi kan därför, enligt Platon, inte ha en säker insikt om sinnevärlden. Motsatsen finns istället i idévärlden.